# ハムナプトラシリーズにおける年表
ハムナプトラシリーズにおける年表（ハムナプトラシリーズにおけるねんぴょう）は、スティーブン・ソマーズの映画『ハムナプトラシリーズ』における架空の（実在を含む）出来事を年表形式に掲載する。この世界の出来事は現実の時間軸に沿って展開する設定になっており、以下の年代表記は西暦である。

## 年表
※印が付いているものは、実際に起きた出来事（史実）が元となっている。

### 紀元前3070年代
- 紀元前3079年以前

戦士メムノーンが恐怖政治を始める。服従を拒否する民族の長達が、暗殺部族の末裔マサイアス（後の“スコーピオン・キング”）を雇う。その後マサイアスは魔術によって強大な力を手にしたメムノーンと死闘の末、メムノーンを撃破。その後、マサイアスは新たな王となって民衆に支持される（スコーピオン・キング）。
- 紀元前3078年

スコーピオン・キングが世界を征服するため戦争を起こす（ハムナプトラ2）。
- 紀元前3071年

スコーピオン・キングが「アム・シェアーの聖なるオアシス」まで逃げ落ち死の瞬間、冥界の神アヌビスから力を与えられる（ハムナプトラ2/黄金のピラミッド）。

### 紀元前1290年代
- 紀元前1294年

セティ1世誕生※
- 紀元前1290年

セティ1世、祭司イムホテップと愛妾アナクスナムンによって殺される。その後、自害したアナクスナムンをよみがえらせるため、死者の都ハムナプトラへ赴き儀式を行うが、完遂目前で王の兵団が乱入。その影響でアナクスナムンの蘇生が失敗、さらにイムホテップは“その残酷さゆえに一度も行われた事が無い”という禁断の呪い「ホムダイ」に処される（ハムナプトラ/失われた砂漠の都）。

### 紀元前50年代
- 紀元前54年

アー・シン・ハン皇帝がミン将軍を処刑した影響でツイ・ユアンの怒りを買い、配下の軍隊と共に呪いをかけられ兵馬俑の姿にされる（ハムナプトラ3 呪われた皇帝の秘宝）。

### 1920年代
- 1920年

外国人部隊所属のリック・オコーネル、部隊がトゥアレグ族に敗北、そのうえ部下のベニーにも見放され、1人で砂漠を放浪する（ハムナプトラ）。
- 1923年

リック・オコーネル、死刑確定するもののカイロ博物館に勤務する女性エヴリンと、その兄でお宝目当てのジョナサンによって救われる（ハムナプトラ）。
エヴリンが死者の書を読み、イムホテップが復活する（ハムナプトラ）。
リック・オコーネル、イムホテップとの死闘の末に勝利する（ハムナプトラ）。
- 1924年

リックとエヴリンが結婚する。その後、アレックス・オコーネル誕生（1925年説もある）。

### 1930年代
- 1933年

リックとエヴリンが幻の地に存在する黄金のピラミッドの場所を知らせる不思議なブレスレットを発見。その後、うっかりブレスレットをはめたアレックスがイムホテップとスコーピオンキングによって誘拐される（ハムナプトラ2/黄金のピラミッド）。
- リックたちがイムホテップとの死闘の末に勝利、アレックスを助け出す（ハムナプトラ2/黄金のピラミッド）。
- 1939年

第2次世界大戦勃発※

### 1940年代
- 1945年

第2次世界大戦終結※
- 1946年

リック、外務省から持ち主を不死の泉へ導くという伝説が宿るブルーダイヤ＜シャングリラの眼＞を、上海の博物館へ戻しに行く任務を受ける（ハムナプトラ3）。
アレックスが2000年前の皇帝陵を発掘する（ハムナプトラ3）。
アー・シン・ハン皇帝復活。リックらを襲うが、リックとアレックスの互いの機転を利かせ合った連携によって、前後から二人に折れた龍剣の両端の部分で突き刺され敗北、死亡する（ハムナプトラ3）。